# چا یونگ‌هوا
چا یونگ‌هوا (به انگلیسی: Cha Yong-Hwa) ژیمناست زادهٔ ۸ ژانویهٔ ۱۹۹۰ میلادی اهل کشور کره شمالی است.